# Palacio consistorial de San Luis
El Palacio consistorial de San Luis fue diseñado por los arquitectos Eckel y Mann, los ganadores de un concurso nacional. Su construcción comenzó en julio de 1890 y se completó en 1904. Su perfil y características estilísticas evocan el Renacimiento francés Hôtel de Ville, París, con un elaborado interior decorado con mármol y adornos dorados.
Ocupado continuamente por la ciudad desde su apertura, alberga las oficinas del alcalde, la Junta de Concejales y el Departamento de Seguridad Pública. La mayoría de las reuniones gubernamentales ocurren allí, la mayoría de las cuales están abiertas al público. Fue designado Monumento de la.

## Oficinas
- Departamento de Seguridad Pública de St. Louis
- Junta de Concejales de St. Louis
- Registrador de escrituras y registros vitales de la ciudad de St. Louis[5]
- Recaudador de ingresos de la ciudad de St Louis[6]
- Oficina del Tesorero[7]
- Tasador de la ciudad de St Louis[8]